# Klaus Teuber
Klaus Teuber (n. 25 iunie 1952, Rai-Breitenbach⁠(d), Republica Federală Germania, Germania – d. 1 aprilie 2023) a fost un designer german de jocuri de societate, cel mai bine cunoscut ca fiind creatorul seriei Catan. Lucrând inițial ca tehnician dentar, a început să proiecteze jocuri mai întâi ca hobby, apoi ca o carieră cu normă întreagă.
Patru dintre jocurile sale au câștigat prestigiosul premiu Spiel des Jahres (Jocul anului): Barbarossa (1988), Adel Verpflichtet (1990), Drunter und Drüber (1991) și Coloniștii din Catan (1995).  Ultimul dintre acestea s-a vândut în peste 40 de milioane de exemplare, a fost tradus în 40 de limbi și a dat naștere unei familii de extinderi și versiuni.  Teuber a fondat compania de jocuri Catan GmbH în 2002, iar fiii săi conduc acum afacerea de familie.
Teuber a fost inclus în Origin Awards Hall of Fame de către AAGAD (Academy of Adventure Gaming Arts & Design) în 2004.  În 2010, a primit un premiu special As d'Or în semn de recunoaștere a realizării sale de-a lungul vieții la Festivalul Internațional de Jocuri din Franța. 

## Viața timpurie
Teuber s-a născut în 1952 în satul Rai-Breitenbach, Germania de Vest.  În copilărie, a jucat jocuri cu soldați model.  Mai târziu a scris că materia lui preferată la școală era geografia – îi plăcea să facă hărți – urmată de istorie și chimie.  Teuber a revenit la jocuri ca tânăr soț și tată în timpul serviciului său militar. 

## Carieră
Teuber a lucrat ca tehnician dentar pentru afacerea sa Teuber Dental-Labor lângă Darmstadt, dar nu a fost mulțumit de această muncă.   În anii 1980, el a conceput primul său joc, Barbarossa, inspirat din trilogia fantastică The Riddle-Master, de Patricia A. McKillip. În joc, jucătorii fac sculpturi din lut de modelat și încearcă să ghicească ce reprezintă obiectele.  După ce a lucrat la joc timp de șapte ani, Teuber i-a arătat în sfârșit Barbarossa unui editor; jocul a fost premiat cu prestigiosul Spiel des Jahres (Jocul anului) în 1988. 
Teuber a mai câștigat premiul de trei ori, pentru jocurile Adel Verpflichtet (Hoity Toity) în 1990, Drunter und Drüber (Wacky Wacky West) în 1991 și Coloniștii din Catan (Die Siedler von Catan) în 1995. 

### Coloniștii din Catan
În 1991, Teuber a început să proiecteze Coloniștii din Catan, inspirat de istoria coloniștilor vikingi în Islanda.  A avut nevoie de patru ani pentru a dezvolta jocul; descoperirea sa majoră a fost atunci când a introdus plăci hexagonale în loc să folosească pătratele pentru a reprezenta lemnul, minereul, cărămida, lâna și grâul.   Catan a fost creditat cu lansarea unei noi ere mai „sociale” pentru jocurile de societate, introducând negocierea și trocul între jucători ca parte a strategiei de câștig. 
Succesul comercial al jocului Catan  i-a permis lui Teuber să devină un designer de jocuri cu normă întreagă în 1998.  Afacerea de jocuri de familie a fost înființată ca Catan GmbH în 2002, iar fiii săi Benjamin și Guido sunt actualmente directori, în timp ce soția sa Claudia și fiica sa au, de asemenea, roluri - contabil și tester. 
Popularitatea jocului Catan a continuat să crească, în cele din urmă fiind tradus în 40 de limbi, cu extensii multiple, versiuni tematice geografice, un joc de cărți, o versiune pentru copii mici, un joc video și versiuni online, precum și un roman. 
În 2020, vânzările Catan au crescut în primele cinci luni ale pandemiei globale de COVID-19, deoarece jocurile de societate au devenit populare în timpul blocării la nivel mondial.  Peste 40 de milioane de jocuri Catan au fost vândute în întreaga lume. 
În ciuda succesului Catan, Teuber a fost descris ca fiind cu picioarele pe pământ. În 2023, Dan Zak a scris în The Washington Post: „Printre pasionați și jucători, era venerat ca un star rock, dar arăta, se purta și suna ca un bărbat care lucra în subsolul lui... A fost, în fond, un hobbyist.”  Când a fost întrebat de ce crede că Catan a devenit atât de popular, Teuber a spus că s-ar putea să se fi datorat unui „bun echilibru între strategie și noroc”. 

## Moarte
Teuber a decedat la 1 aprilie 2023, la vârsta de 70 de ani, după o scurtă boală. 

## Jocuri
- Barbarossa (1988)

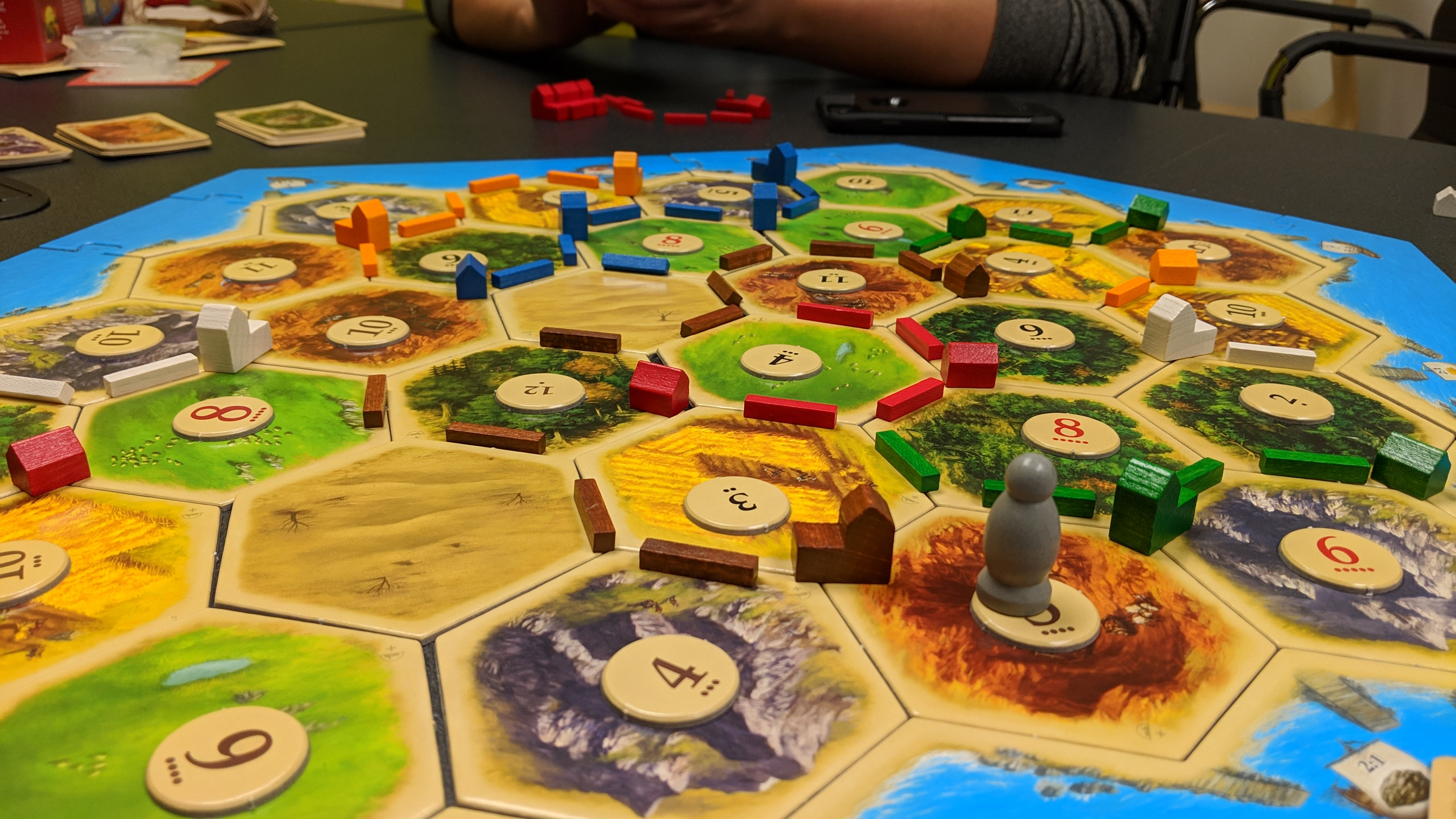
Tabla de joc Catan

- Timberland (1989), un joc de societate în stil german, bazat pe managementul pădurilor, care a ajuns pe locul nouă la Deutscher Spiele Preis (Premiul German pentru Jocuri). [14] [15]
- Adel Verpflichtet (1990)
- Drunter und Drüber (1991) (reelaborat ca Wacky Wacky West în 2010). [16]
- Catan (1995) și numeroasele sale extensii și versiuni.
- Entdecker (1996) [17]
- Löwenherz sau Domaine (1997) [18]
- Pop Belly (1999) [19]